# Bathythrix aerea
Bathythrix aerea là một loài tò vò trong họ Ichneumonidae.